# サン＝ローラン＝デュ＝ヴァール
サン＝ローラン＝デュ＝ヴァール （Saint-Laurent-du-Var）は、フランス、プロヴァンス＝アルプ＝コート・ダジュール地域圏アルプ＝マリティーム県の都市。

## 地理
地中海沿岸、アンジュ湾沿いにある。カンヌとモナコの中間、ニース近郊にある。ヴァール川河口にあり、サン＝ローラン＝デュ＝ヴァールのマリーナはコート・ダジュール有数の規模である。マリーナまで海岸沿いに遊歩道が伸びている。丘と海の間にコミューンがある。市街はヴァール川右岸沿い7kmにわたって、ニースに向かっている。

## 歴史
サン＝ローラン＝デュ＝ヴァールの歴史は、11世紀にできた旅行者のための施療院に始まる。この施療院は聖ローラン（ラテン語ではラウレンティウス）の名を冠していた。施療院の周りに村ができ、ヴァール川の渡しの役割も担うようになった。旅行者や荷物を背に担いで川を渡る渡し守たちが大勢いた。1792年に橋が架かるまで、渡し守が存在した。当時の旅行者や輸送業者は、重い積荷や家畜の運搬用に渡し船を利用していた。
フランス革命期にはローラン＝デュ＝ヴァールと呼ばれていた。
1860年以前のサン＝ローラン＝デュ＝ヴァールは、ニース伯領との境界にあり、フランス領プロヴァンスに入って最初にある、人もまばらな村であった。
1941年、ヴィシー政権がサン＝ローラン市長に任命したのはレジオン・ドヌール勲章受章者、ルイ・ラヴェであった。彼はレジスタンスのコンバ協力者であった。
アメリカ陸軍がサン＝ローランを解放したのは1944年8月27日であった。この時、ラヴェ市長とともにコンバに参加していたフランス内地軍（fr）のメンバーが不幸な事件で命を落とした。ジャン・ラデューとガブリエル・アボンネルは、仲間と5人で自転車に乗り、フランス国旗を掲げた。そして彼らはドイツ軍の駐屯地の砲台を示す位置に立っていたのである。アメリカ軍の機関銃が彼らを銃撃し、ラデューとアボンネルが死亡した。2人の名は市内の通りの名となっている。

## 姉妹都市
- ランズベルク・アム・レハ、ドイツ
- ヴァルドハイム、ドイツ
- シオーフォク、ハンガリー